# Charles Fletcher-Cooke
Charles Fletcher-Cooke (n. 5 mai 1914 – d. 24 februarie 2001) a fost un om politic britanic, membru al Parlamentului European în perioada 1973-1979 din partea Regatului Unit. 
1. ↑  Charles Fletcher-Cooke, The Peerage
2. 1 2 3 4 5 6 7 8 9  Hansard 1803–2005
3. ↑  Who's who
4. 1 2   http://www.assembly.coe.int/nw/xml/AssemblyList/MP-Details-EN.asp?MemberID=459 Lipsește sau este vid: |title= (ajutor)